# Kwadwo Asamoah
Kwadwo Asamoah, född 9 december 1988, är en ghanansk fotbollsspelare (mittfältare).

## Klubbkarriär
Asamoah inledde sin professionella karriär i den ghananska klubben Liberty Professionals 2006. Efter säsongen 2006–2007 var han en av tre nominerade till priset som bästa spelare i den ghananska ligan men förlorade omröstningen. Han flyttade till Europa för spel i schweiziska Bellinzona i januari 2008 men lånades omgående ut till italienska Torino. Säsongen efter lånades han på nytt ut till en italiensk klubb, denna gång Udinese. Han spelade 20 ligamatcher för klubben och gjorde 2 mål under säsongen. Inför säsongen 2009–2010 utnyttjade Udinese en klausul i Asamoahs lånekontrakt och köpte loss honom från Bellinzona. Därefter spelade han i Juventus.
Den 2 juli 2018 värvades Asamoah av Inter. I oktober 2020 kom Inter och Asamoah överens om att bryta hans kontrakt.

## Landslagskarriär
Asamoah debuterade i Ghanas landslag 2008 och deltog i Afrikanska mästerskapet 2008 där Ghana slutade på en tredje plats. Han var även med i Afrikanska mästerskapet 2010 där Ghana kom tvåa och senare även i VM 2010.